# Морозовка (приток Большого Паозера)
Морозовка — река в России, протекает по Шарьинскому району Костромской области. Устье реки находится в 21 км от устья реки Большой Паозер по правому берегу. Длина реки составляет 12 км. Всё течение реки проходит по ненаселённому лесу, течёт на запад.

## Данные водного реестра
По данным государственного водного реестра России относится к Верхневолжскому бассейновому округу, водохозяйственный участок реки — Ветлуга от истока до города Ветлуга, речной подбассейн реки — Волга от впадения Оки до Куйбышевского водохранилища (без бассейна Суры). Речной бассейн реки — (Верхняя) Волга до Куйбышевского водохранилища (без бассейна Оки).
Код объекта в государственном водном реестре — 08010400112110000041738.